# 벡스코
벡스코(영어: Busan EXhibition & COnvention Center, BEXCO)는 대한민국 부산광역시 해운대구 우동에 있으며, 1998년 10월 2일 공사를 착공해 2001년 5월 부산전시컨벤션센터(BEXCO)라는 이름으로 준공, 2001년 9월 13일에 개관했다.

## 개요
벡스코 전시장은 단층 무주전시장으로서 3개의 홀로 분할 가능한 총 26,508m2의 제1전시장과 2012년 5월 완공한 19,872m2의 제2전시장으로 이루어져 총 실내 전시 면적이 46,380m2 규모로 20,000m2 이상의 대형국제행사를 동시에 2건 이상 개최할 수 있다. 또한, 최대 5,340명을 수용할 수 있는 컨벤션홀을 비롯하여 50개의 회의실과 2012년 완공한 4002석 규모의 오디토리움을 활용하여 총회, 세미나, 기업회의, 공연 등 다양한 유형의 행사를 개최할 수 있는 시설을 완비하고 있다. 현재까지 벡스코는 전 세계 13억 인구가 생중계로 지켜본 2002 한일 월드컵 본선 조추첨을 시작으로, 21개국 정상이 참가한 2005년 APEC 정상회의, 130개국에서 참가한 OECD 세계포럼, 제2전시장과 오디토리움 완공과 더불어 성공적으로 활용개최한 2012년 라이온스부산세계대회, 2014년 부산국제모터쇼, 2014년 ITU 전권회의, 2014년 한-아세안 특별정상회의, 2015년 IDB-IIC 연차총회, 2017년 ITU텔레매워드급 국제행사들을 개최해 오고 있다.

## 역사

### 군용비행장
1940년 지금의 벡스코 터에 일제가 육군 비행장으로 수영비행장을 개설하였다. 광복 이후인 1946년에는 미군정이 김포비행장을 기점으로 서울 - 대구 - 부산 간 노선을 주 2회 운항하게 되면서 비로소 민간인이 수영비행장을 이용했다. 1946년 10월 30일에는 대한국민항공사(KNA)에서 서울 - 부산 간 항공노선을 운항을 시작했고, 1948년 8월에는 수영비행장이 임시국제공항으로 지정되어 처음 국제공항으로 기능하였다. 미군은 이곳을 K-9 공군 기지로 명명하였다. 정전 이후에는 수영비행장은 국제공항의 기능을 하지 않게 되었지만, 1953년 12월부터는 수영비행장을 기점으로 해 광주, 군산, 대구, 제주를 잇는 노선을 부정기로 운항하게 되었다. 1957년 12월 17일에는 항공통신소를 설치하게 된다. 1958년 1월 30일에는 수영비행장의 명칭이 부산비행장으로 변경되고, 1963년 9월 30일에는 교통부에 의해 정식 국제공항으로 승격되었다. 1976년 8월에는 부산비행장을 김해군 대저읍(현 부산 강서구 대저동)으로 이전하고, 명칭을 김해국제공항으로 하게 된다. 부산비행장 부지는 공군비행장으로 사용되다가 1987년에 폐쇄되고 첨단 산업단지인 센텀시티가 들어섰다.

## 시설
벡스코는 본관과 신관으로 이루어져 있다.
- 제1전시장(본관)
  - 규모: 26,508m²
  - 특징: 중간에 기둥이 없는 단층 무주(無柱)전시관으로, 이동식 칸막이로 다양한 규모의 전시가 가능

- 제2전시장(신관)
  - 면적: 19,872m2 (1층 9,936m2, 3층 9,936m2)
  - 용도: 전문전시회, 대형회의, 각종 이벤트, 스포츠행사, 다목적 기업행사
  - 특징: 기존의 전시장과 신관을 가로지르는 도로(APEC로)를 연결할 구조물을 설치하여 이동이 편리

- 컨벤션홀(1, 2, 3층)
  - 규모: 1, 2층의 22개 회의실 /3층 대회의장 2,400석 / 총 5,800명 수용 가능
  - 특징: 11개국어 통역, 국제화상회의 등이 가능하며 2005 APEC정상회의와 2014 한-아세안 특별정상회의가 열렸던 장소

- 제1전시장 회의실(글래스홀 2, 3층)
  - 규모: 총 15개 회의실(2층 8개실-1,000m2, 3층 7개실-877m2)
  - 특징: 자연 채광을 이용하여 다양한 전시가 가능하며, 이동식 칸막이를 활용하여 다양한 공간활용 가능

- 제2전시장 회의실(1, 3층)
  - 규모: 총 13개 회의실(1층 6개실-756m2, 3층 7개실-963m2)
  - 특징: 자연 채광을 이용하여 다양한 전시가 가능하며, 이동식 칸막이를 활용하여 다양한 공간활용 가능

- 오디토리움
  - 면적: 4,766m2, 연면적 28,790m2
  - 용도: 대규모 회의, 각종 이벤트, 문화공연 등
  - 특징: 비상하는 갈매기와 파도, 배의 모습을 형상화한 디자인, 컨벤션홀과 연결
  - 객석수: 최대 4,002석(정면고정석 2,645석 / 측면전동수납석 552석 / 자유석 805석)

- 야외행사장 및 옥외전시장
  - 규모 : 20,415m²
  - 특징 : 초대형 전시나 다양한 이벤트가 가능

- 누리마루 APEC 하우스
  - 규모: 3,368m²
  - 용도: APEC회의장
  - 특징 : 한국 전통 건축인 '정자'를 현대적으로 표현한 건축물

## 주요 개최 행사
- 2001년부터 2년마다 부산 국제 모터쇼
- 2001년 12월 1일, 2002년 FIFA 월드컵 본선 조추첨
- 2002년 10월 19일, 세계합창올림픽
- 2003년 10월 26일, ICCA 연차총회
- 2004년 9월 6일, ITU텔레콤 아시아2004
- 2005년 6월 7일, 2005부산 국제철도 및 물류산업전
- 2005년 11월 12~19일, 2005 APEC 정상회의
- 2006년 8월 29일, 2006 ILO아태총회
- 2006년 11월 6일, 2006 UNESCAP 교통장관회의
- 2008년 3월 8일, 곰TV MSL 시즌4 결승전
- 2009년 2~12월, 지스타 개최
- 2011년 12월 8~11일, WCG 2011 최종 결승전
- 2012년 6월 22~26일, 국제라이온스협회 제95차 국제회의
- 2013년 10월 28일~11월 8일, 세계교회협의회(WCC) 제10차 총회
- 2014년 10월 20일~11월 7일, 제19차 부산 ITU 전권회의(PP-14)
- 2014년 12월 11~12일, 2014 한-아세안 특별정상회의
- 2015년 3월 26~29일, 2015년 미주개발은행(IDB) 및 미주투자공사(IIC) 연차총회
- 2015 NAVER LoL KeSPA컵 4강 ~ 결승
- 2016 LoL KeSPA컵 4강 ~ 결승
- 2017년 9월 25~28일, 2017 ITU
- 리그 오브 레전드 월드 챔피언십 2018 그룹 스테이지 ~ 8강

## 대중문화
- JTBC 드라마 시지프스 : the myth에서는 펙스코(PEXCO)라는 이름으로 나온다.
- 동방신기 정규 1집 수록곡 믿어요 뮤직비디오 촬영장소 이기도 하다

## 갤러리

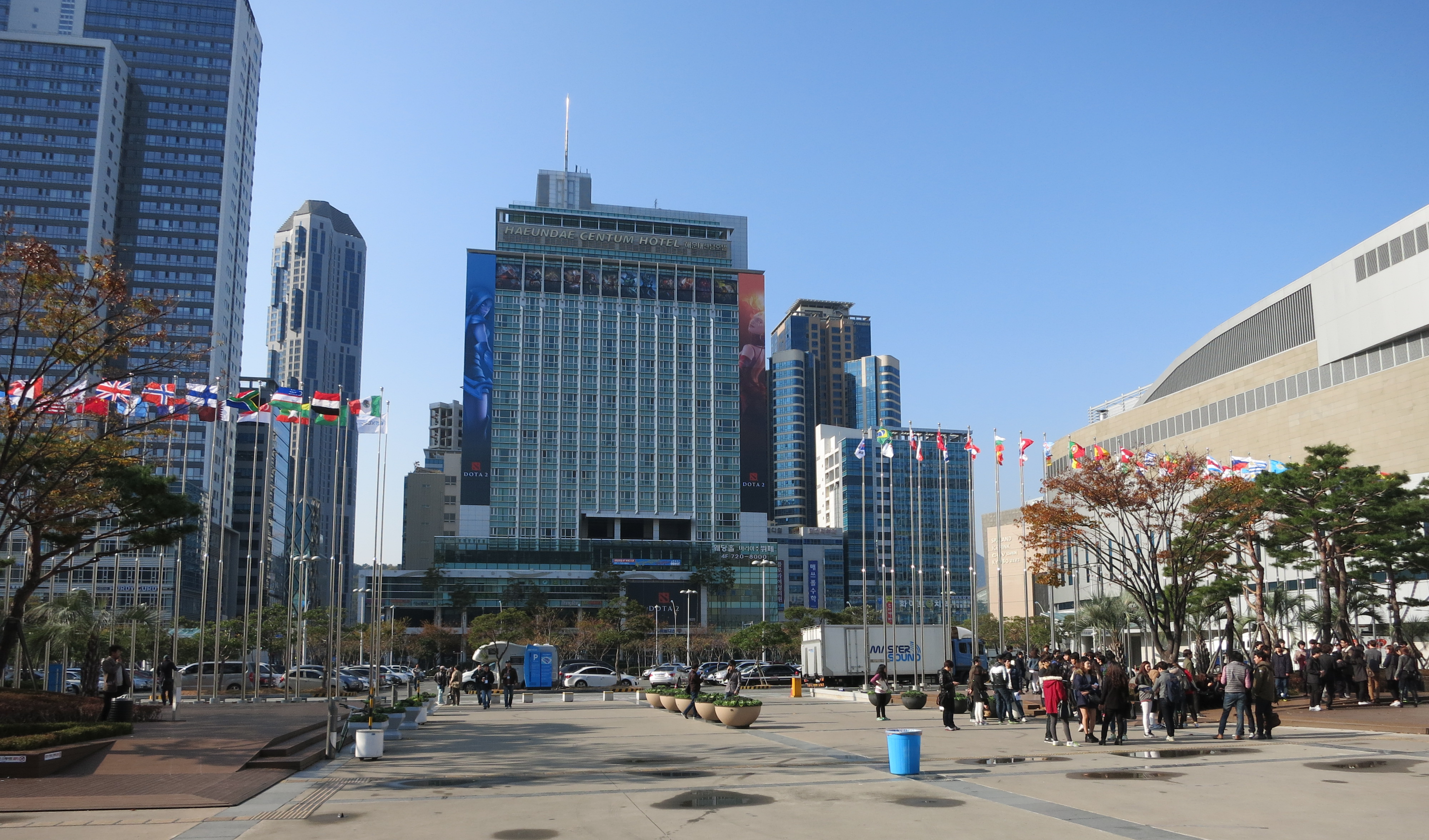
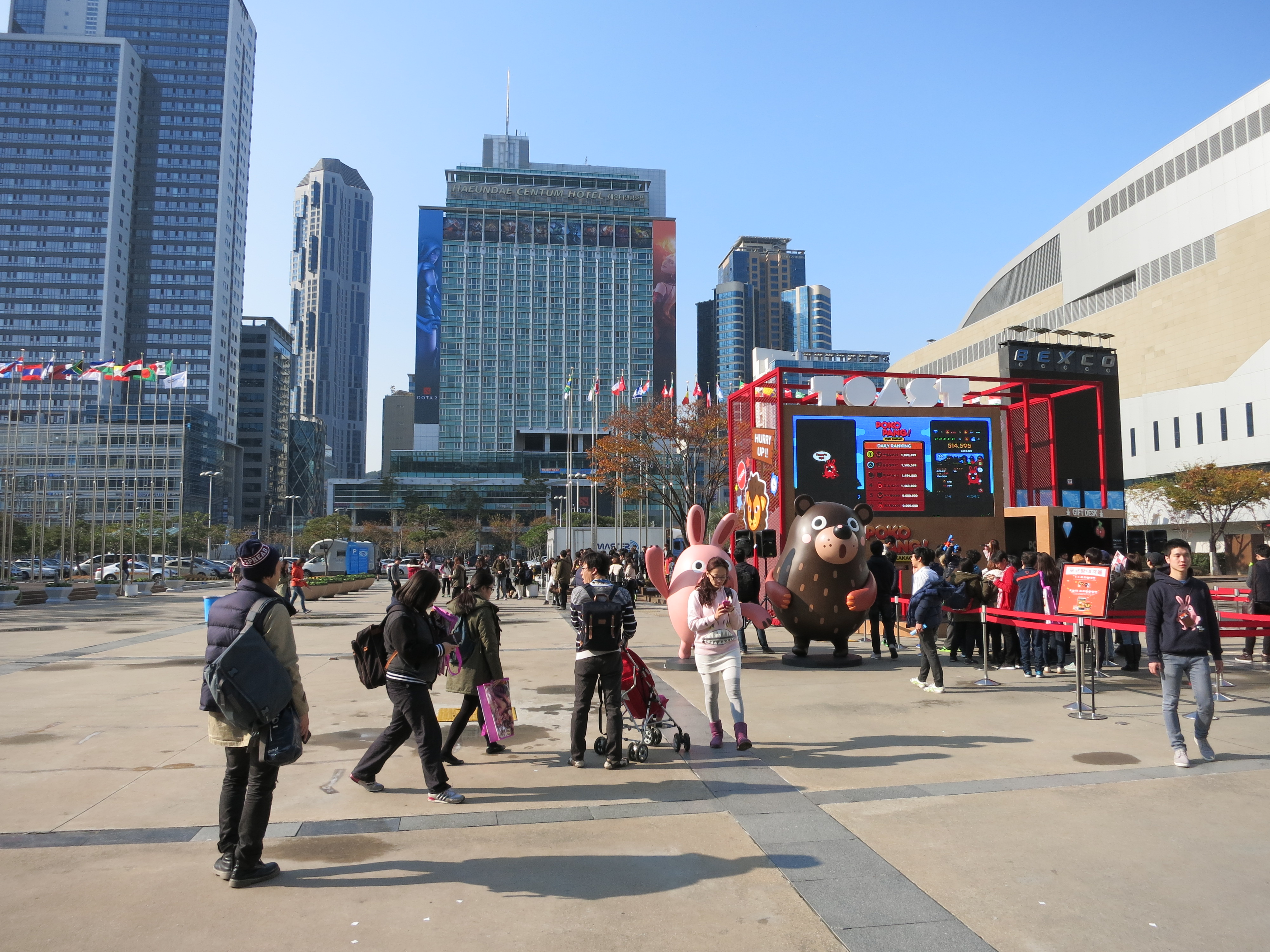
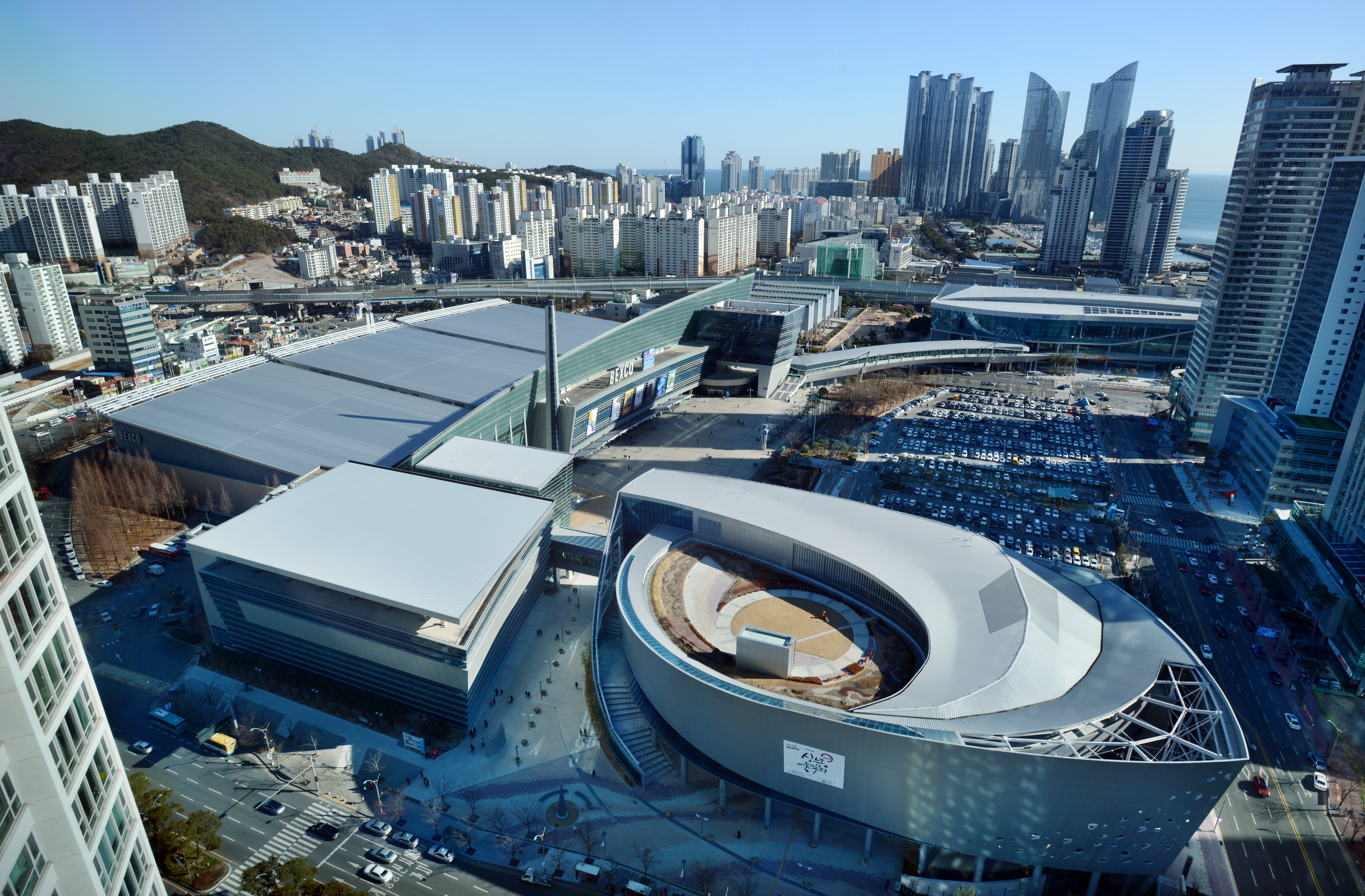

## 같이 보기
- 지스타